# Senato dell'Indiana
Il Senato dell’Indiana è, insieme alla Camera dei rappresentanti, una delle due camere dell’Assemblea generale dell’Indiana. Essa si riunisce nel Campidoglio dello Stato dell’Indiana.
Composta da 50 membri, la Camera viene eletta per metà ogni due anni.